# Municipio de Washington (condado de Sioux)
El municipio de Washington (en inglés: Washington Township) es un municipio ubicado en el condado de Sioux en el estado estadounidense de Iowa. En el año 2010 tenía una población de 190 habitantes y una densidad poblacional de 2,02 personas por km².

## Geografía
El municipio de Washington se encuentra ubicado en las coordenadas 42°57′37″N 96°22′52″O / 42.96028, -96.38111. Según la Oficina del Censo de los Estados Unidos, el municipio tiene una superficie total de 94.2 km², de la cual 94,18 km² corresponden a tierra firme y (0,02 %) 0,02 km² es agua.

## Demografía
Según el censo de 2010, había 190 personas residiendo en el municipio de Washington. La densidad de población era de 2,02 hab./km². De los 190 habitantes, el municipio de Washington estaba compuesto por el 96,84 % blancos, el 0,53 % eran amerindios, el 2,63 % eran de otras razas. Del total de la población el 4,74 % eran hispanos o latinos de cualquier raza.